# Amar Ibrahim
Amar Ibrahim (* 1967) je specialista na zvládnutí extrémních situací a instruktor kurzů přežití v přírodě i ve městě. Je autorem knihy Kurz přežití pro děti.

## Život a kariéra
Amar Ibrahim se narodil v roce 1967 v Domažlicích. Jeho matka je Češka, otec Peršan. Od roku 2006 se věnuje přežití v extrémních situacích. Je ženatý a má čtyři děti.
Své zkušenosti předává široké veřejnosti i profesionálům z řad ozbrojených složek. Má atestaci jako zdravotník v extrémních situacích, absolvoval kurz CQB a kurz přežití v zahraničí.
České zbrojovce pomáhal s testováním oblečení 4M a podílel se i na vývoji potravinových dávek pro armádu a civilní sektor.

## Kurzy přežití
Od roku 2006 pořádá Amar Ibrahim kurzy přežití v přírodě, kterých se účastní veřejnost i armádní specialisté. Zaměřuje se také na Urban Survival a přežití v extrémních podmínkách. Radí, jak si poradit v situacích, jako je například epidemie.

## Stopy války
Vedle kurzů přežití se Amar Ibrahim zaměřuje na historii druhé světové války a zájemce provádí po místech spojených s osvobozováním západních Čech.

## Kniha Kurz přežití pro děti
V roce 2021 vydal v nakladatelství Albatros Media knihu Kurz přežití pro děti, ve které popisuje základní dovednosti přežití v přírodě.